# 주머니고양이과
주머니고양이과(Dasyuridae)는 오스트레일리아와 뉴기니섬에서 발견되는 유대류과의 하나로 15개 속에 61종을 포함하고 있다. 대부분의 종이 작고 겉모습이 생쥐나 땃쥐와 유사하기 때문에 유대류쥐 또는 유대류땃쥐로 잘못 불리지만 주머니고양이류 중에서 고양이 크기의 쿠올과 태즈메이니아데빌을 발견할 수 있다. 초원과 숲, 산을 포함한 다양한 서식지에 널리 분포하고 일부 종들은 수상성 또는 반수생 동물이다.

## 하위 분류
- 주머니고양이아과 (Dasyurinae)
  - 주머니고양이족 (Dasyurini)
  - 파스코갈레족 (Phascogalini)
- 두나트아과 (Sminthopsinae)
  - 두나트족 (Sminthopsini)
  - 플라니갈레족 (Planigalini)